# Parque Hermann

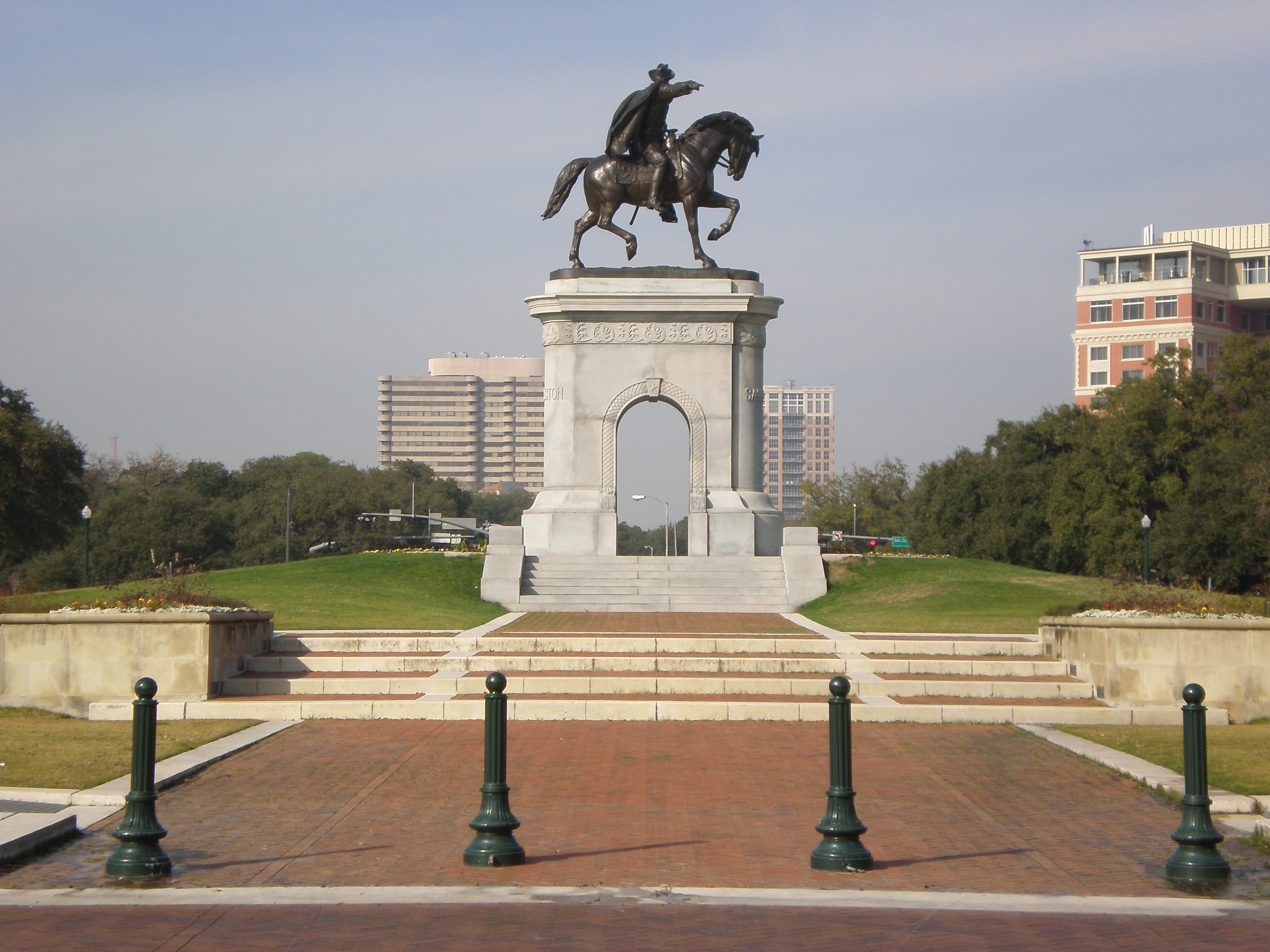
Parque Hermann

El Parque Hermann (Hermann Park) es un parque público de Houston, Texas.
Cada año, el parque tiene seis millones de visitantes. Hermann Park tiene el Zoológico de Houston.
Barrie Scardino Bradley escribió un libro sobre el parque, Houston's Hermann Park: A Century of Community, publicado por Texas A&M University Press. La Hermann Park Conservancy encargó el libro.